# Onitis thoracicus
Onitis thoracicus là một loài bọ cánh cứng trong họ Bọ hung (Scarabaeidae).